# Villa Schlieffen

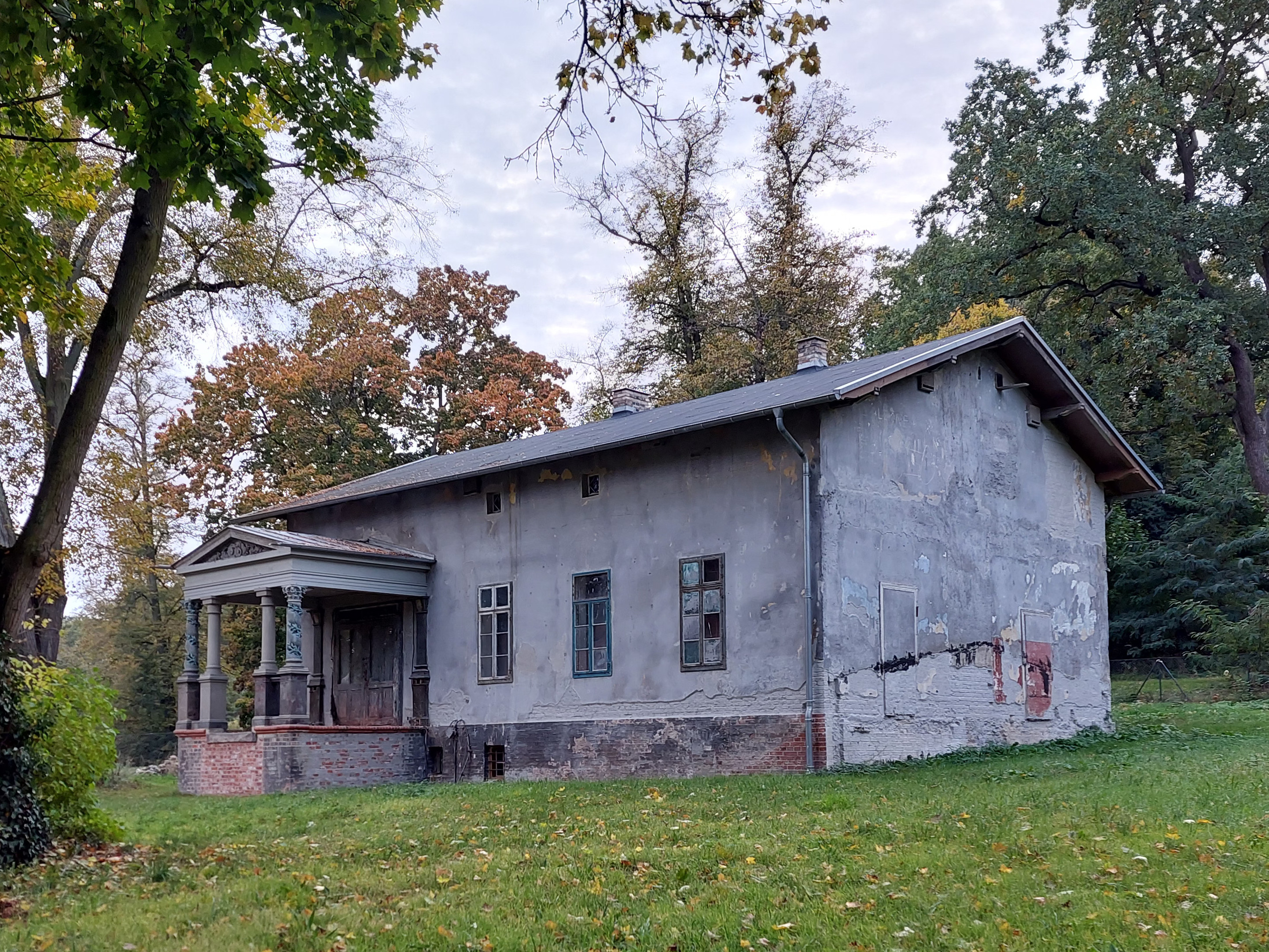
Die Villa Schlieffen im Oktober 2024

Die Villa Schlieffen ist eine Villa auf dem Pfingstberg in Potsdam. Sie zählt zum Verwaltungsbestand der Stiftung Preußische Schlösser und Gärten.

## Lage
Die Villa steht mit der Anschrift Große Weinmeisterstraße 44 in der Potsdamer Nauener Vorstadt auf dem Pfingstberg, bildet innerhalb der umliegenden Parkanlagen ein Ensemble mit den Villen Henckel, Lepsius und Quandt und ist dort Teil des UNESCO-Weltkulturerbes.

## Geschichte
Ab 1848 wurde die Villa anstelle früher dort stehender Weinmeisterhäuser erbaut. Durch Aus- und Erweiterungsbauten entstand dabei bis 1869 auch ein Tee- und Aussichtspavillon, der in den Jahren darauf samt Grundstück an die Villa Henckel überging. 1879 gelangte die Villa in Besitz der Hohenzollern, wurde unter ihrem heutigen Namen aber erst in der Zeit von 1903 bis 1932 bekannt, als die Adelsfamilie Schlieffen dort lebte. 1945 wurde das Anwesen durch die Rote Armee beschlagnahmt und unterlag in der Folgezeit sowjetischer Militärnutzung, während deren ein teilweiser Umbau zu einem Schießbunker erfolgte. Im Jahr 1996 übernahm die Stiftung Preußische Schlösser und Gärten das Gebäude und sicherte es nach einer ersten Enttrümmerung, zunächst vor weiterem Verfall. Seit 2014 wurde die Villa unter denkmalhistorischen Auflagen saniert und das gesamte Gebäude per In-situ-Verfahren konserviert. Einige besonders beschädigte Deckenteile mussten dabei entfernt und ein Eisensteg nachträglich eingebaut werden, da neue Decken zwischen Keller und Erdgeschoss aus statischen Gründen nicht mehr umsetzbar waren. Dabei wurde auch der historische Weg zur Villa wieder freigelegt.
Seit 2023 ist die Villa wieder für Besucher zugänglich und in dem Zustand zu besichtigen, in dem sie das sowjetische Militär bei seinem Abzug 1994 hinterlassen hatte. Für den Besuch der oberen Räumlichkeiten samt Treppenhaus, konnte mangels Fluchtwegen jedoch keine baurechtliche Genehmigung erteilt werden.